# 1588
1588 (MDLXXXVIII) byl rok, který dle gregoriánského kalendáře započal pátkem.

## Události
- 8. srpen – španělská invazní flota (Armada) byla poražena anglickým loďstvem v bitvě u Gravelines
- V Kralicích vyšel pátý díl šestisvazkové Bible kralické
- Pan Bedřich z Donína vyráží na svoji první cestu, která vedla do Rakous a Uher
- Anglie získává území Sierra Leone a Gambii.

### Probíhající události
- 1562–1598 – Hugenotské války
- 1568–1648 – Osmdesátiletá válka
- 1568–1648 – Nizozemská revoluce
- 1585–1604 – Anglo-španělská válka

## Vědy a umění

### Česko
- Položen první kámen na stavbu nejstaršího divadla ve střední Evropě v Českém Krumlově.

## Narození
Česko
- 5. prosince – Mikuláš Drabík, bratrský kazatel († 16. července 1671)
- ? – Václav Pantaleon Kirwitzer, astronom a jezuitský misionář († 22. května 1626)
- ? – Jaroslav II. Smiřický ze Smiřic, český šlechtic († 16. února 1611)

Svět
- 10. ledna – Nicolaes Eliaszoon Pickenoy, holandský malíř vlámského původu († 1653/1656)
- 5. dubna – Thomas Hobbes, anglický politolog a filozof († 4. prosince 1679)
- 28. května – Pierre Séguier, francouzský státník († 28. ledna 1672)
- 30. června – Giovanni Maria Sabino, italský varhaník, hudební skladatel a pedagog († duben 1649)
- 1. září – Jindřich II. Bourbon-Condé, princ de Condé, syn Jindřicha I. Bourbona († 26. prosince 1646)
- 8. září – Marin Mersenne, francouzský teolog, filozof, matematik, fyzik a muzikolog († 1. září 1648)
- 10. prosince – Isaac Beeckman, holandský filozof a vědec († 19. května 1637)
- 24. prosince – Konstance Habsburská, polská královna († 10. července 1631)
- neznámé datum
  - Johann Heinrich Alsted, německý protestantský teolog, filozof a († 9. září 1638)
  - Marina Mniszková, manželka Lžidimitrije I, ruská carevna († 1614)
  - William Seymour, 2. vévoda ze Somersetu, britský šlechtic a politik († 24. října 1660)
  - Marie-Catherine de Senecey, vévodkyně de Randan, dvorní dáma francouzské královny Anny Rakouské a vychovatelka Ludvíka V., hraběte de Viennois, budoucího Ludvíka XIV. († 1677)
  - Marie-Charlotte de Balzac d'Entragues, milenka francouzského a navarrského krále Jindřicha IV. († 1664)

## Úmrtí
Česko
- 29. března – Florián Gryspek, český šlechtic (* 18. prosince 1504)

Svět
- 5. března – Jindřich I. Bourbon-Condé, francouzský princ a hugenotský generál (* 29. prosince 1552)
- 19. dubna – Paolo Veronese, italský renesanční malíř (* 1528)
- 4. dubna – Frederik II. Dánský, dánský a norský král (* 1. července 1534)
- 17. července – Mimar Sinan, turecký architekt (* 15. dubna 1489)
- 4. září – Robert Dudley, 1. hrabě z Leicesteru, anglický šlechtic a pravděpodobný milenec královny Alžběty I. (* 1532/33)
- 2. října – Bernardino Telesio, italský filozof (* 1509)
- 10. října – Nicolás Monardes, španělský lékař a botanik (* 1493)
- 23. prosince – Jindřich I. de Guise, vůdce Katolické ligy (* 31. prosince 1550)
- 31. prosince – Luis de Granada, španělský teolog a spisovatel (* 1505)
- ? – Sönam Gjamccho, 3. tibetský dalajlama (* 1543)
- ? – Michael Peterle, saský dřevorytec, malíř, tiskař a iluminátor (* 1537)

## Hlavy států
- České království – Rudolf II.
- Svatá říše římská – Rudolf II.
- Papež – Sixtus V.
- Anglické království – Alžběta I.
- Francouzské království – Jindřich III.
- Polské království – Zikmund III. Vasa
- Uherské království – Rudolf II.
- Osmanská říše – Murad III.
- Perská říše – Abbás I. Veliký